# Tout cela n'a rien à voir avec moi
Tout cela n'a rien à voir avec moi est un roman de Monica Sabolo paru le 4 septembre 2013 aux éditions Jean-Claude Lattès et ayant obtenu la même année le prix de Flore.

## Historique
Troisième roman de son autrice, le livre reçoit le 7 novembre 2013 le prix de Flore au premier tour de scrutin par huit voix contre quatre à En bande organisée de Flore Vasseur, ; Frédéric Beigbeder, fondateur et président du prix, ayant particulièrement apprécié le roman à sa publication.

## Résumé
Tout cela n'a rien à voir avec moi est une tentative d'enquête sur l'échec du personnage féminin, MS, qui tombe amoureuse d'un homme versatile, et qui ne parvient pas à établir une relation heureuse avec lui. La narratrice puise dans une multitude de sources pour explorer sa responsabilité, et celle d'éléments extérieurs à elle, dans ce fiasco, venu reproduire des schémas qu'elle a identifiés dans d'autres relations.

## Éditions
- Éditions Jean-Claude Lattès, 2013,  (ISBN 978-2709644655)
- Éditions Pocket, 2015,  (ISBN 978-2266249324)